# Calathus vivesi
Calathus vivesi er en løbebille tilhørende underfamilien Platyninae. Den lever i Spanien.